# Fort Monmouth

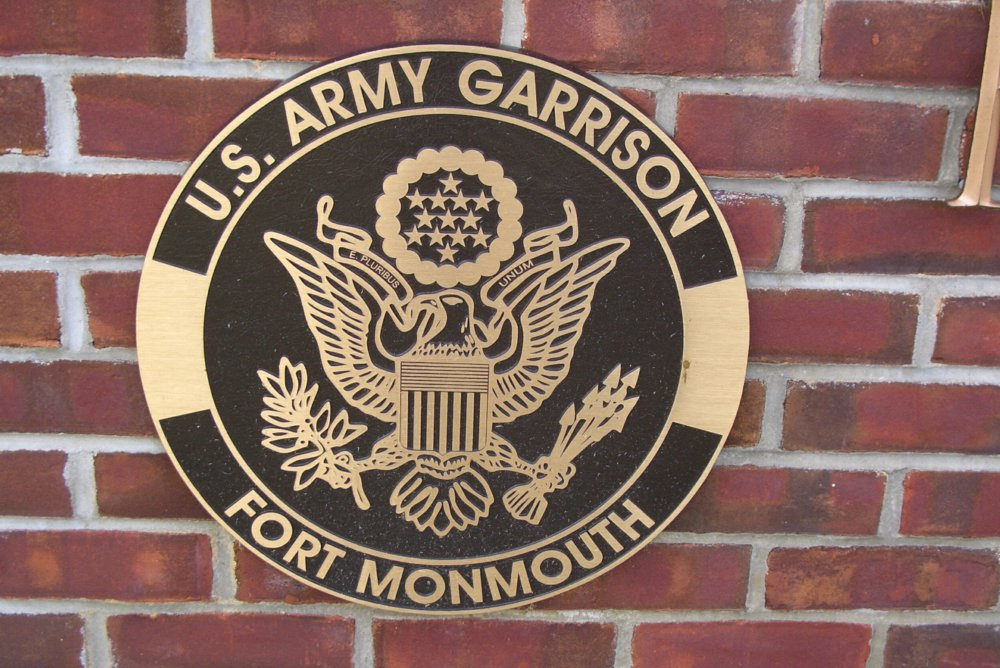
Wappen

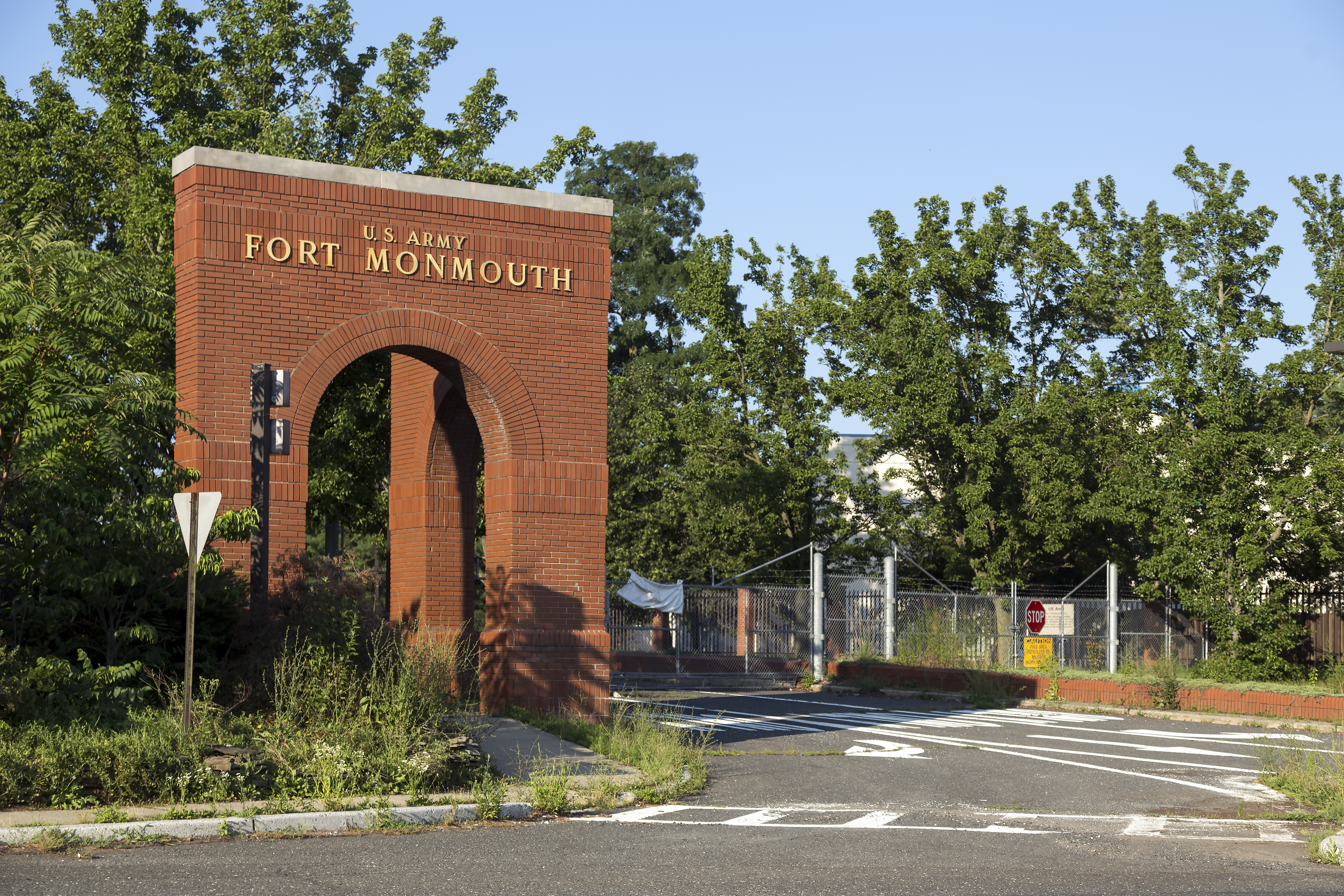
Haupteingang (2016)

Das Fort Monmouth war eine Heereseinrichtung im Monmouth County im US-Bundesstaat New Jersey.
Das Fort war im Andenken an die Schlacht von Monmouth benannt. Es beherbergte vorwiegend Verbände des United States Army Signal Corps, daneben auch einen Vorbereitungskurs für die Militärakademie West Point und eine Ausbildungsstätte für Militärgeistliche sowie Einrichtungen der National Security Agency NSA und ihrer Vorgängerorganisationen.
Fort Monmouth wurde 1917 gegründet und 2011 aufgelöst.